# Caibarién
Caibarién est une ville et une municipalité de Cuba dans la province de Villa Clara. Elle est surnommée La Villa Blanca (« la ville blanche ») pour ses plages de sable blanc et est réputée pour son carnaval.

## Géographie

### Situation, présentation
La municipalité de Caibarién se trouve vers le centre du pays, sur la côte nord de l'île de Cuba, en bordure de la baie de Buena Vista (en). La ville de Caibarién, installée sur la côte, est à 331 km est-sud-est de La Havane et à 51 km est-nord-est de sa capitale de province Santa Clara.
Sur l'île de Cuba, la municipalité est divisée en deux parties séparées par la municipalité de Remedios. La partie à l'est comprend presque tous les villages et agglomérations, sauf le village de Refugio et la ferme de Charco Hondo qui sont dans la partie ouest.
La municipalité inclut aussi un certain nombre d'îles de l'archipel Sabana-Camagüey — mais non de l'archipel des Jardines del Rey (faisant partie de l'archipel Sabana-Camargüey), qui se trouve plus à l'est — ; parmi ces îles on peut relever (d'ouest en est) :
- cayos Pajonal (ceb)[n 1]
- cayo Marcos[n 2]
- cayo del Medio de Marcos[n 3]
- cayo Fragoso[n 4]
- cayo Conuco (en bord de côte près de Caibarién)[n 5]
- cayo La Potala[n 6]
- cayo Francés[n 7]
- cayo Las Brujas (es)[n 8]
- cayo Los Ensenachos (sud-ouest du cayo Santa Maria)[n 9]
- cayo Santa Maria[n 10]

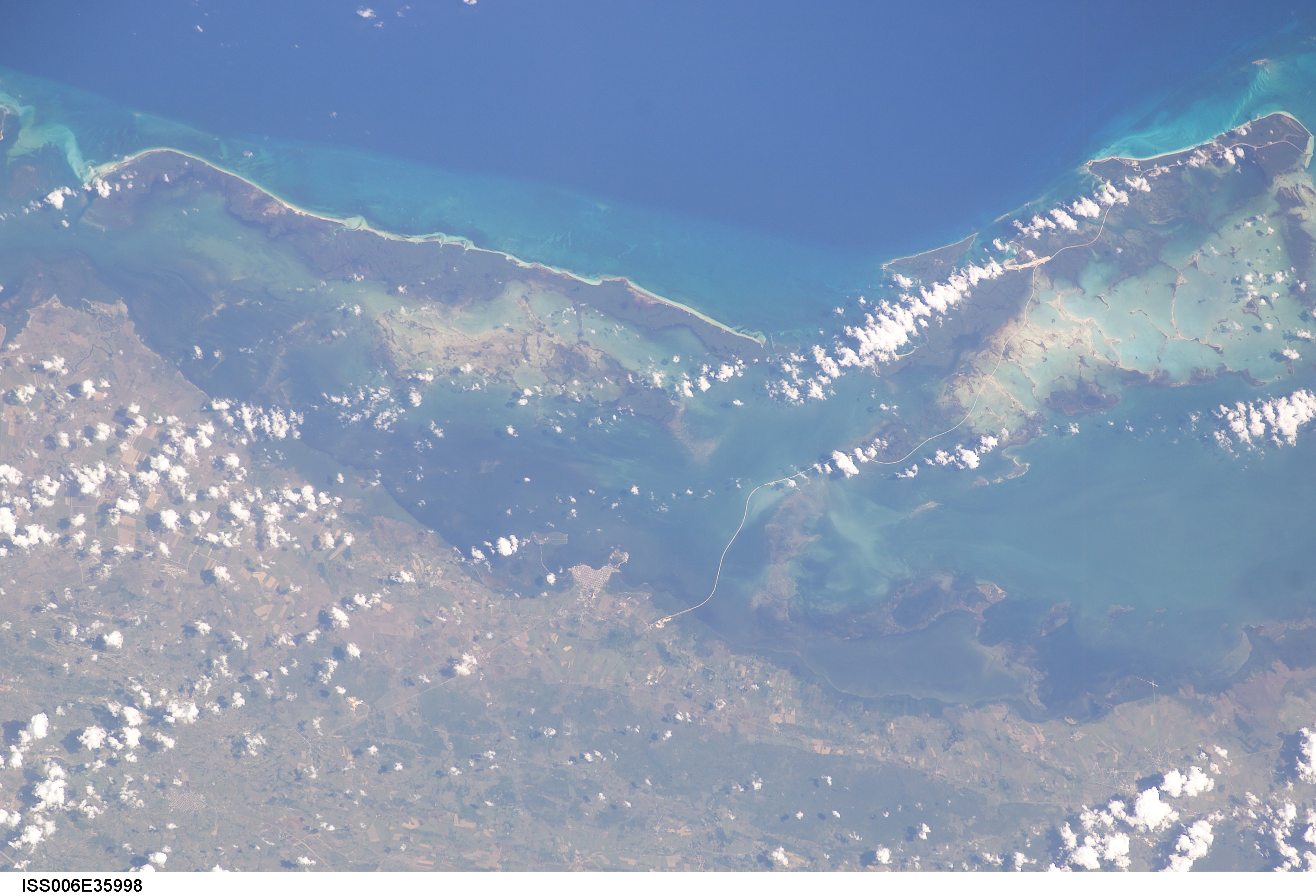
Du cayo Fragoso au cayo Santa Maria, avec la pedraplén traversant la baie de Buena Vista (en)

Toutes ces îles séparent la baie de Buena Vista (en) du Vieux canal de Bahama (océan Atlantique),. Cette baie est traversée par une chaussée sur pont (pedraplén cayo Santa María) totalisant environ 50 km, qui relie le sud-est de la ville de Caibarién au cayo Las Brujas puis au cayo Santa María. 
L'aéroport Las Brujas (en) se trouve sur le cayo Las Brujas (ICAO: MUBR). Sa piste unique, en asphalte, mesure 1 803 m de longueur et 44 m de largeur.

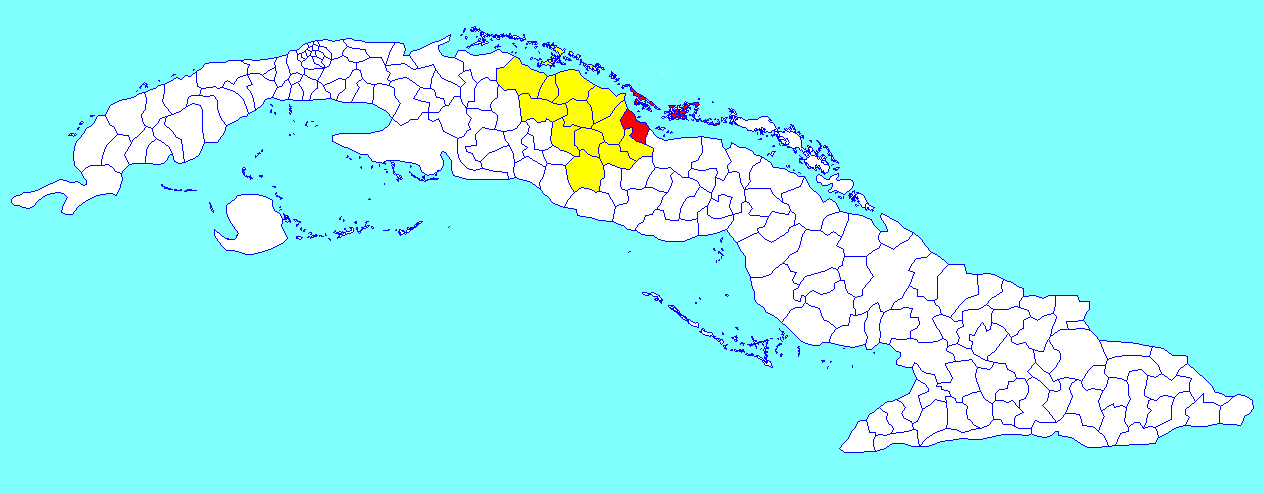
Municipalité de Caibarién dans la province de Sancti Spíritus

### Divisions administratives
La municipalité compte cinq consejos populares :
- Centro
- Punta Brava
- Van Troi
- Marcelo Salado Lastra
- Dolores

On y trouve aussi les villages de Dolores, Guajabana, Rojas, Cambaito, Texico, Mujica, Refugio et La Perla.

## Population
En 2022, la population était estimée à 40 798 habitants ; pour une surface de 385,8 km2, la densité de population est de 105,8 habitants/km².

## Histoire
Caibarién a été fondée en 1832, et a été élevé au rang de village (villa) en 1873 puis de commune (municipio) en 1879.
En 2012, Adela Hernández est élue au gouvernement local, ce qui en fait la première femme ouvertement transgenre élue à un poste politique à Cuba.
L'ouragan Irma, qui passe sur la région le 9 septembre 2017, y inflige des dégâts considérables et, notamment, endommage fortement la route traversant la baie de Buena Vista (en). Un effort considérable est mis dans la reconstruction de cette route qui dessert un des principaux pôles touristiques du pays, avec notamment plus d'un demi-million de mètres cubes de remblai compact mis en place en seulement 25 jours dans le cadre du projet Mariel.

## Économie
Les principales activités économiques de la ville sont le tourisme, la pêche et l'agriculture, notamment la culture de la canne à sucre.[réf. nécessaire]
L'ensemble cayo Las Brujas (es) - cayo Santa Maria est l'un des principaux pôles touristiques du pays.

## Personnalités nées à Caibarién
- Manuel Corona, compositeur et guitariste, né en 1880
- Dolores Prida (1943-2013), chroniqueuse et dramaturge cubano-américaine
- Flores Chaviano, guitariste, né en 1946
- Joe Carollo, maire de Miami, né en 1955
- Hanser García, nageur, né en 1988
- Asley González, judoka, né en 1989
- Denia Caballero, athlète, née en 1990